# Strom (série littéraire)
Pour les articles homonymes, voir Strom.
 (février 2014).
Si vous disposez d'ouvrages ou d'articles de référence ou si vous connaissez des sites web de qualité traitant du thème abordé ici, merci de compléter l'article en donnant les références utiles à sa vérifiabilité et en les liant à la section « Notes et références ».
La saga Strom est une série de romans d'aventures pour enfants et jeunes adolescent, écrite par le couple Emmanuelle et Benoît de Saint Chamas et parue en France entre 2010 et 2019 aux éditions Nathan.
La série est composée d'une première trilogie, complétée par un spin off, parue de 2010 à 2013. Puis un nouveau cycle de deux tomes, intitulé « Les secrets du Strom », paraît en 2019. L’adaptation en bande dessinée débute en 2023 chez Nathan.
Les romans rencontrent du succès auprès des jeunes, ce qui leur permet d'être traduits dans plusieurs langues et d'obtenir plusieurs prix littéraires en France et à l'étranger.

## Éditions
- Strom, t. 1 : Le collectionneur
  - Nathan, mai 2010, 308 p.  (ISBN 978-2-09-202310-5)
  - Pocket Jeunesse no 2691, mai 2014, 336 p.  (ISBN 978-2-266-24529-6)
- Strom, t. 2 : Les portails d'outre-temps
  - Nathan, février 2011, 364 p.  (ISBN 978-2-09-252968-3)
  - Pocket Jeunesse no 2692, novembre 2014, 400 p.  (ISBN 978-2-26-625340-6)
- Strom, t. 3 : La 37e prophétie
  - Nathan, septembre 2011, 294 p.  (ISBN 978-2-09-252970-6)
  - Pocket Jeunesse no 2744, mai 2015, 336 p.  (ISBN 978-2-26-625811-1)
- Le démon aux mille visages
  - Nathan, septembre 2013, 198 p.  (ISBN 978-2-09-254666-6)
  - Pocket Jeunesse no 3488, janvier 2022, 193 p.  (ISBN 978-2-26-632326-0)
- L'intégrale, Nathan, octobre 2013, 960 p.  (ISBN 978-2-09-254687-1)
- Les secrets du Strom, t. 1 : Le labyrinthe des âmes, Nathan, avril 2019, 320 p.  (ISBN 978-2-09-258053-0)
- Les secrets du Strom, t. 2 : Le prince écarlate, Nathan, octobre 2019, 352 p.  (ISBN 978-2-09-258055-4)

## Histoire
Depuis des siècles, une organisation secrète œuvre pour protéger l'humanité contre des forces invisibles. Elle forme des chevaliers de l'insolite au sein de commanderies installées dans des lieux secrets disséminés un peu partout dans le monde (dans les sous-sols du musée du Louvre, sous la statue de la Liberté, etc.).
Raphaël et Raphaëlle, jumeaux et orphelins, font partie de la nouvelle génération d'apprentis. Ils vont être formés pour développer le Strom, une force considérable qui réside dans la partie inexploitée du cerveau humain. Une force qui, une fois maîtrisée, donne des super-pouvoirs : télépathie, télékinésie, lévitation, invisibilité, sixième sens, augmentation des capacités des cinq sens, etc.

### Premier cycle

#### Le collectionneur
Le premier tome de la trilogie nous fait découvrir l'existence de la confrérie des Chevaliers de l'Insolite dans laquelle les deux héros, Raphaël et Raphaëlle, vont faire leurs premiers pas. Le roman ouvre sur une découverte insolite faite par un archéologue dans un tombeau égyptien, un ordinateur vieux de 4000 ans, aussitôt dérobé par un mystérieux collectionneur, qui a vendu son âme au diable.
Dans les sous-sols du Louvre, une société occulte œuvre pour protéger l'humanité : la confrérie des Chevaliers de l'Insolite. Elle préserve le secret de l'existence de mondes insoupçonnés, invisibles au commun des mortels. Aujourd'hui, l'organisation recrute la prochaine génération de chevaliers. Raphaël et Raphaëlle sont de ceux-là. Maîtrise des sciences paranormales, télépathie, lévitation, les jumeaux développent, en parallèle de leur vie de collégiens ordinaires, les capacités inexplorées de leur esprit. Désormais initiés aux pouvoirs du Strom, ils se lancent bientôt à la recherche d'un objet précieux, dérobé à la confrérie par un mystérieux collectionneur...

#### Les portails d'outre-temps
Dans ce second tome, les jumeaux vont découvrir des pays lointains... au temps de l’Égypte ancienne. Comment vont-ils arriver à sortir de ce nouveau défi ?
Il y a certains secrets qu'il est préférable de taire, certaines portes qu'il vaut mieux laisser fermées. Ainsi, depuis des siècles, et grâce aux pouvoirs du Strom, la confrérie des Chevaliers de l'Insolite cache l'existence de portails ouvrant sur l'inconnu. Membres de la future génération de chevaliers, Raphaël et Raphaëlle découvrent l'un de ces passages : un portail d'outre-temps, qui permet de voyager dans le passé - au risque de ne jamais revenir...

#### La37eprophétie
Aux quatre coins de la planète, les Chevaliers de l'Insolite utilisent les pouvoirs du Strom pour dissimuler au commun des mortels l'existence de mondes invisibles. Mais l'Organisation est en émoi : la trente-septième et dernière prophétie du grand astrologue Nostradamus, jusqu'alors tenue secrète, va lui être révélée. Les jumeaux Raphaël et Raphaëlle, apprentis chevaliers, viennent à cette réunion... Ils sont finalement désignés pour remplir une périlleuse mission... qui va les mener aux quatre coins du monde.

#### Le démon aux mille visages
Cet opus qui peut se lire indépendamment des trois premiers tomes se déroule entre le tome 2 et le tome 3.
Un riche Américain découvre dans sa cave un « manuscrit d’outre-monde » écrit par un dénommé Calixte Beauchamp, qui a mystérieusement disparu. Ce savant, spécialisé dans le cerveau humain, raconte comment il a perdu la vue, jusqu’à ce qu'une femme étrange lui fasse don d’une vision parfaite qui lui permet de voir, au-delà du monde apparent, un monde invisible de phénomènes surnaturels. En essayant d’en savoir plus sur sa guérisseuse, Calixte réalise progressivement que sa super-vue n’est pas un don, mais une malédiction...

### Deuxième cycle:Les secrets du Strom
Plusieurs années séparent ce cycle du précédent, mais les personnages principaux sont toujours les mêmes.

#### Le labyrinthe des âmes
Un mystérieux traître cherche à détruire la Confrérie de l'intérieur, en révélant au monde l'accès à certaines Commanderies secrètes tandis que Numéro 7 est touché de ce qui semble être une possession et devient de plus en plus dangereux. Nos héros vont dans le corps de celui-ci et ils découvre son passé. Numéro 7 meurt et Tristan le remplace. Mais une menace rôde... laquelle ?
Nos héros le sauront dans le 2 tome.

#### Le prince écarlate
Ce tome fait suite au précédent. L'action se déroule en 2022.
Le fléau Stultitia, qui semble être en apparence une épidémie mondiale de folie furieuse, touche de plus en plus de personnes aux quatre coins du monde. Nos héros mènent l'enquête en allant dans le monde des Komolks ou en voyageant dans le temps aux côtés de Lancelot. Un démon incarné s'avère être l'auteur de ce carnage. L'équipe de Raphaëlle et de Raphaël le neutralise. Tout se finit bien, et le Komolk (mouchard) de Raph se marie.

## Personnages
- Les Chevaliers de l'Insolite : fondée par Pythagore, cette confrérie ultra secrète est la plus ancienne du monde. Avant de porter ce nom, elle s’est appelée de différentes manières, comme Table Ronde ou encore Ordre des Templiers ! Les chevaliers utilisent le Strom pour étudier le monde étrange et mystérieux de l’Invisible et combattre les ennemis qui en font partie.
- Séides : nom de code des Chevaliers de l’Insolite (issu de la contraction des initiales C et I).
- Komolks : ce sont des créatures venues d'un autre monde par un portail. Petit peuple affectueux et amusant… mais très susceptible (Raphaël en fait les frais !), dont le cycle de vie est l’inverse du nôtre : ils naissent vieux et rajeunissent ! Capables de se transformer à volonté (en objet, animal ou même forme réduite d'humains), les Komolks servent de « mouchards » à la Confrérie : ils vérifient que les apprentis chevaliers respectent les règles du Strom. Si vous voulez leur faire plaisir, servez leur une poubelle de peaux de bananes et de fermetures éclair les nuits de pleine lune.

### Personnages principaux
- Raphaël et Raphaëlle Chêne : âgés de 12 ans quand ils entrent dans l'Organisation des Chevaliers de l'Insolite avec le grade d'apprentis, ils vont progresser dans l'Organisation et devenir pages (tome 1), puis stromillons (tome 2) et ambitionnent de devenir chevaliers. Dans le tome trois, Raphaël y parviendra, tout comme sa sœur. Orphelins, ils ont perdu leurs parents dans des conditions obscures. Ils sont élevés par leur parrain, Tristan. Comme leurs parents, les jumeaux ont une double aura (aussi appelée « 6e sens » par les incultes) et sont donc recrutés par les Chevaliers de l’Insolite. En effet, cette double aura leur permet d’apprendre à maîtriser le Strom, le reflet des 90 % inutilisés de notre cerveau, et de communiquer ainsi avec les mondes de l'invisible.
- Arthur : âgé de 12 ans il entre dans l'Organisation des Chevaliers de l'Insolite avec le grade d'apprenti, et devient tout de suite ami avec Raphaël et Raphaëlle, il va progresser dans l'Organisation et devenir page (tome 2) et ambitionne de devenir chevalier. Orphelin, il a été abandonné par ses parents dans des conditions obscures. Il est élevé par son parrain, Joseph. Il possède lui aussi une double aura et est donc recruté par les Chevaliers de l’Insolite. Ses vrais parents sont Mérenrê 1 et sa femme, pharaon et pharaonne.
- Tristan Milan : parrain de Raphaël et Raphaëlle, il les élève depuis la mort de leurs parents. Il deviendra également leur parrain au sein de l'Organisation, à laquelle il appartient en secret. Dans la vie normale, il est journaliste. Il est le successeur d'Alain Berthier au poste de 7e chancelier après la mort de celui-ci à la fin du premier tome du second cycle.
- Aymeric : meilleur ami de Raphaël. Les deux garçons sont tellement inséparables qu’on les surnomme « Rapharic » comme s’ils ne faisaient qu’un. Pour la première fois, Raphaël doit cacher un secret à Aymeric, et pas des moindres, celui du Strom. Celui-ci découvrira l'existence de la confrérie après avoir été libéré du démon aux mille visages par les jumeaux Chêne. Il aura la particularité de ne pas être effacé, ceci grâce à son courage face au Margilin, et obtiendra le titre d'honorable correspondant.

### Membres de la Confrérie
- Maëstrom : c'est le Chancelier suprême, également appelé Numéro 1. Il a autorité sur tous les autres chanceliers, mais personne ne connaît sa véritable identité, pas même les autres chanceliers. Il n'apparaît jamais en public et n'intervient aux réunions du collège des chanceliers que sous la forme d'un hologramme crypté. En réalité, il est composé de deux personnes, Elise Chêne et un homme roux, tous deux dans le coma depuis 10 ans pour Elise et 30 pour l'homme.
- Numéro 7 : de son vrai nom Alain Berthier, est l'un des dix chanceliers de la confrérie des Chevaliers de l'Insolite (le septième dans l'ordre protocolaire) et dirige la Commanderie du Louvre.
- Constance Quémeneur : elle enseigne les sciences (télékinésie, télépathie, etc.) dans la Confrérie du Louvre. Dans la vie normale, elle est professeur de français. Au sein de l'Organisation, elle a été armée Chevalier de l'Insolite à l'âge de 16 ans (promotion Galaad). Elle est docteur en télékinésie et a obtenu la ceinture noire quatrième en combat stromique, ainsi qu'une médaille d'argent décernée par le collège des Chanceliers pour son étude sur « Les descriptions séquentielles des auras et de leurs influences spectro-magnétique. »
- Prosper-Athanase Fleurette, dit Olympe  : il enseigne l'histoire-géographie (grandes énigmes de l'histoire, civilisations perdues, langues oubliées, etc.) dans la Confrérie du Louvre. Dans la vie normale, il est chauffeur de taxi. Il joue de la clarinette et du glockenspiel. Fin gourmet, il préside l'Association internationale d'amateur d'escargots de Bourgogne en nage persillé. Il a été armé Chevalier de l'Insolite à 25 ans (promotion Huges de Payns). Au sein de l'Organisation, il est atlantidologue et a obtenu une médaille d'or en 1999 par le collège des Chanceliers pour ses nombreux ouvrages et plus particulièrement pour son ouvrage « L'utilisation de la glossalalie chez les alchimistes du haut Moyen Âge ». Il porte plusieurs surnoms liés à sa forte corpulence : « Olympe » (montagne de graisse) ou « Éclipse » car il fait beaucoup d'ombre.
- Rochecourt : il enseigne la biologie (étude des créatures supranaturelles, chimie élémentale) dans la Confrérie du Louvre. Dans la vie normale, il est vétérinaire. Membre de l'Académie de chimie élémentale, il dirige le laboratoire de recherche supranaturelle. Il a écrit un essai remarqué sur « La kollorésite-désoxyréinuclose s'apparente-t-elle à l'antimatière ? ».
- Le dragon jaune : de son vrai nom Tsang Lin Young, est professeur de maîtrise dans la confrérie du Louvre. il est réputé pour une épreuve horrible de son cours : la ligne rouge. Dans le second tome du second cycle, il se révèle être le prince écarlate, chef de Baphomet, l'organisation adverse de la confrérie.
- John Trippletoe : alchimiste nommé par Numéro 1 pour ses recherches sur les "portails d'outre temps". C'est en effet lui, aidé de son Komolk Akmolek, qui a mis au point une cartographie très précise des portails permettant de voyager dans le temps. Il est aussi à l'origine d'une loi relative à ces portails : distance géographique entre le portail d'arrivée dans le passé et le portail de départ vers le futur = distance temporelle entre le portail de départ vers le passé et le portail d'arrivée dans le passé / constante d'Akmolek. La constante d'Akmolek vaut en fait la valeur de pi multipliée par le nombre d'or, donc environ 5,0831.
- Saint Georges: pendant son combat contre le dragon, Saint George se battait de toutes ses forces mais se faisait battre. À la fin, il a réussi à tuer le dragon grâce à l'intervention de Raphaëlle, qui se fera passer pour un Archange et lui donnera Sparadrap, transformé en lance.

### Personnages secondaires
- Suzanne : meilleure amie de Raphaëlle. Âgée de treize ans, elle habite dans un château (celui du chevalier Aurus) dans lequel il y a un portail d'outre temps. Grande victime de la mode, elle trouve Raphaëlle bizarre car elle n'a que trois paires de chaussures.
- Cybille : jeune fille de moins de 12 ans, trouvée par Raphaëlle dans un hôpital, elle se refermait sur elle-même et ne parlait même pas. C'est à partir de quand Raphaëlle est partie dans le portail qu'elle a commencé à parler. Elle parle tranquillement et tout est bien pour elle. Comme elle n'est pas page, elle travaille à la cafétéria et Tristan, Milan et d'autres personnes se sont rendu compte qu'elle pouvait dire des prophéties comme Nostradamus.
- Laurent : Laurent est le voisin de la chambre de Cybille. C'est un trisomique mais qui n'y ressemble pas beaucoup. Raphaël et Aymeric ont décidé de l'appeler Oran et ont aussi décidé de l'inclure dans la SSR (Société Secrète Rapharic).
- Fang : c'est une des victimes du Margilin. Le Margilin se transformant en l'être le plus beau qu'elle ait jamais vu, lui offre un pinceau en or avec lequel elle pourra faire tous les dessins qu'elle veut et ceux-ci se transformeront en réalité et prendront vie. En échange, elle devra lui rendre un service et lui donner une goutte de son sang.

### Créatures
- Sparadrap alias Groflok : c'est le « mouchard » (Komolk) de Raphaël.
- Docteur Faust : mystérieux collectionneur, il achète des antiquités volées et demande à ses hommes de main de laisser sur les lieux des cambriolages sa carte de visite marquée d'un F et illustrée d’une marguerite. On le surnomme aussi l'Immortel et vit dans un château en ruines, l'antre du diable.
- Margilin : démon contre qui doivent se battre Raphaëlle et Raphaël. Nommé aussi « Malestre au Mille Visages » ce démon a la particularité de se transformer en la personne la plus belle que la personne veut voir. Le Margilin est présent dans plusieurs prophéties de Nostradamus. Ce démon a tué plusieurs personnes durant ses prophéties dont le père de Raphaël et Raphaëlle. Il tentera aussi d'assassiner Raphaël, qui restera dans le coma quelque temps.

## Origines du mot
Comme précisé dans les tomes de la saga, Strom à l'envers donne « morts », car, mal utilisé, ce pouvoir peut s'avérer dangereux. En allemand, strom signifie « flux », « courant ». De plus l’anagramme de Strom est « tempête » en anglais.

## Accueil

### Récompenses
Le premier tome a remporté plusieurs prix :
- Grand Prix des jeunes lecteurs de Casablanca 2011
- Prix Gragnotte 2011 (Narbonne)[5]
- Prix Gavroche 2012
- Prix des collégiens de Strasbourg 2012
- Prix de la ville de Mer 2012

Le premier tome fait également partie de la sélection pour le 23e Prix des Incorruptibles, et a fini 2e.

## Adaptations

### Bandes dessinées
La saga a été adaptée en albums de bandes dessinées, publiés aux éditions Nathan depuis 2023. Le scénario est adapté par Lylian, les dessins sont réalisés par James Christ et la colorisation est assurée par Cyril Vincent,.
- Strom, t. 1 : Les chevaliers de l'insolite, Nathan, janvier 2023, 64 p.  (ISBN 978-2-09-249450-9)
- Strom, t. 2 : Le collectionneur, Nathan, octobre 2023, 88 p.  (ISBN 978-2-09-500014-1)
- Strom, t. 3 : Double disparition, Nathan, octobre 2024, 64 p.  (ISBN 978-2-09-503012-4)